# Àlef zero

Àleph zero, el nombre cardinal infinit més petit

En matemàtiques, es defineix {\displaystyle \aleph _{0}} (primera lletra de l'alfabet hebreu anomenada àlef) com el cardinal (un nombre transfinit, en aquest cas) del conjunt dels nombres naturals.
El terme es llegeix com a "àlef subzero" o "àlef zero".
A més, a la teoria ZFC, {\displaystyle \aleph _{0}} és el menor cardinal transfinit, en el sentit que tot conjunt infinit ha de tenir un subconjunt de cardinal {\displaystyle \aleph _{0}}.
La seva definició formal permet equiparar-lo a qualsevol conjunt numerable, és a dir, qualsevol conjunt que pugui posar-se en correspondència biunívoca amb els nombres naturals.